# 1359
1359 (MCCCLIX) fue un año común comenzado en martes del calendario juliano, en vigor en aquella fecha.

## Acontecimientos
- 25 de mayo: el parlamento (Estados Generales) francés, invalida los acuerdos de Juan II de Francia con Inglaterra.
- 21 de agosto: en Granada (España), Ísmail II se convierte en Sultán de Granada, sucediendo a Muhamned V.
- Murad I es nombrado sultán Otomano.
- Berlín se une a la Liga Hanseática.
- Las Cortes de la Corona de Aragón acuerdan la creación de la Diputación del General del Principado de Cataluña con atribuciones en materia fiscal y la jefatura de Berenguer de Cruïlles.

## Nacimientos
- 12 de octubre: Dmitry Donskoy, Gran Príncipe de Moscú y Príncipe de Vladimir.
- Emperador: Go-En'yu de Japón, quinto y último de los pretendientes del noreste de Ashikaga.
- Felipa de Lancaster: reina de Portugal.
- Owain Glyndwr: último príncipe Galés.

## Fallecimientos
- 25 de octubre - Beatriz de Castilla, reina de Portugal. Hija de Alfonso X el Sabio, rey de Castilla y León.
- Leonor de Castilla. Reina consorte de Aragón por su matrimonio con el rey Alfonso IV de Aragón e hija de Fernando IV, rey de Castilla y León. Asesinada en el castillo de Castrojeriz por orden de su sobrino Pedro I de Castilla.
- Juan Alfonso de Castilla, hijo ilegítimo de Alfonso XI de Castilla y de Leonor de Guzmán.
- Pedro Alfonso de Castilla, hijo ilegítimo de Alfonso XI de Castilla y de Leonor de Guzmán.